# Венера Милосская
«Вене́ра Мило́сская» (фр. La Vénus de Milo, греч.  Αφροδίτη της Μήλου) — древнегреческая скульптура, созданная в период эллинизма между 130 и 100 годами до н. э. Статуя изображает древнeгреческую богиню Афродиту (у римлян: Венера). Это одно из самых известных произведений античного искусства; восходит к традиции Праксителя. Статуя, сделанная из паросского мрамора, более человеческого роста, её высота составляет 202 см. Это древнегреческий оригинал, а не позднейшая копия, как считалось ранее. Экспонируется в Музее Лувра в Париже (крыло «Денон», «Зал Венеры Милосской», № 345).

## История
Венеру открыли 8 апреля 1820 года на острове Милос (Мелос) — одном из Кикладских островов в Эгейском море. Согласно наиболее распространённой версии греческий крестьянин по имени Йоргос Кентротас, возделывая поле, обнаружил на своей земле статую, разбитую на две части: торс без рук и задрапированную нижнюю часть, вместе с несколькими гермами (столбами, увенчанными головами). В период с 4 марта по 14 апреля 1820 года в бухте Милоса стояло несколько кораблей французской левантийской эскадры, в том числе «Эстафетта» и «Лионна». Мичман с «Эстафетты» по имени Оливье Вутье принимал участие в открытии статуи и на месте сделал с неё рисунок.
Узнав о находке, генеральный консул немедленно написал маркизу де Ривьеру, послу Франции при Османской империи (во владении которой в то время находилась Греция) в Константинополе с предложением выкупить статую «для Королевского музея» в Париже, хотя агент консульства отозвался о ней скептически, как о скульптуре «немного изуродованной, со сломанными руками и двух столбах со скульптурными головами». Он беспокоился о том, стоит ли покупать статую.
После многих перипетий статуя была приобретена за 836 пиастров, которые были необходимы для того, чтобы перенести её на борт судна с «несколькими осколками мрамора и тремя колоннами к скульптурной голове». Затем «Эстафетта» начала своё путешествие по восточному Средиземноморью, остановившись 20 сентября в Пирее. После прибытия 23 декабря 1820 года в Тулон, предметы были перевезены по реке Сене в Париж, куда они прибыли в середине февраля следующего года. Mаркиз де Ривьер предложил статую королю Людовику XVIII во время аудиенции, данной ему 1 марта 1821 года во дворце Тюильри. Король принял подарок и предложил его для пополнения коллекций Лувра, но так и не поехал осмотреть статую.

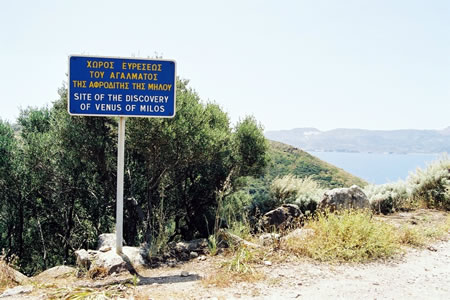
Место, где была найдена статуя

Эта история описана по-разному в различных источниках. Не случайно в 1890 году С. Рейнах предупреждал, что к публикациям об обстоятельствах открытия статуи, в частности «к брошюре г-на Вотье, написанной через пятьдесят четыре года после событий явно усталым человеком, следует обращаться с большой осторожностью». В 1892 году была опубликована копия рисунка, сделанного с натуры Оливье Вутье в 1820 году, изображающего Венеру в виде двух отдельных частей и двух колонн со скульптурными головами на основаниях с надписями.
Статуя прибыла в Лувр через шесть лет после реституции трофеев наполеоновских войн, когда многие шедевры, доставленные в Лувр из захваченных стран, пришлось вернуть прежним хозяевам. В созданном во времена Наполеона Музее античных скульптур были в основном статуи римского периода юга Франции и Италии и практически не было греческих произведений. Занимавшие центральное место в греческой коллекции музея «Лаокоон» и «Бельведерский торс» были возвращены в Ватикан. Таким образом, Венера с острова Милос заняла основное место в греческой коллекции Лувра. Постамент, который имел даты, свидетельствующие о том, что скульптура была создана после наиболее желательного классического периода, был отсоединён от статуи и спрятан до того, как Венера была представлена в Лувре в 1821 году. Венера Медичи, считающаяся одной из лучших существующих классических скульптур, похищенная Наполеоном и до 1815 года находившаяся в Лувре, также была возвращена в Италию, во Флоренцию. Этот факт усилил стремление французов продвигать Венеру Милосскую как главное сокровище античного наследия во Франции. Многие художники и критики покорно восхваляли статую в качестве наивысшего проявления женской красоты. Однако среди недоброжелателей оказался живописец Пьер-Огюст Ренуар, который назвал скульптуру грубой и «большим жандармом» (grand gendarme).
В 1870 году, во время Парижской коммуны, куратор классических древностей Лувра Феликс Равессон-Мольен ради безопасности решил переместить скульптуру в здание парижской префектуры, находящееся на острове Сите. Для перевозки статую пришлось демонтировать (она составлена из двух отдельных блоков мрамора), что дало возможность сотрудникам музея изучить её и провести предварительную реставрацию. Затем Венера Милосская вместе с Никой Самофракийской хранились в Шато-де-Валансе, в долине реки Луары.Во время Первой мировой войны Венера была эвакуирована в безопасные залы Лувра. Во время Второй мировой войны скульптуру вывезли из Парижа. Жак Жожар, директор французских национальных музеев, предвидя падение Франции, с помощью сотрудников музея организовал эвакуацию произведений искусства из Лувра и сумел надёжно спрятать их от нацистов в разных местах сельской Франции.
В 1964 году Венеру Милосскую привезли в Японию. Скульптуру демонстрировали в Токио и Киото. Перед поездкой скульптура подверглась небольшой реставрации и проверке возможности её транспортировки. Было решено перевозить статую, не разбирая её на части. В итоге, из-за вибрации корабля, две основные части скульптуры двигались друг относительно друга, и по прибытии в порт Иокогамы кураторы обнаружили, что от Венеры откололась часть мраморной драпировки. Скульпторы Лувра провели ещё одну реставрацию, и, после возвращения в Париж, Венера более не покидала Лувра.

## Атрибуция
Согласно документам греческий крестьянин, открывший статую, работал «в 500 шагах (300 м) от амфитеатра (театра) и над могильными пещерами, вырытыми справа от долины, ведущей к морю». Это соответствует расположению древнегреческого города Мелос на склоне горы между деревней и морем. Последующие раскопки выявили остатки двух храмов, в том числе храма Посейдона, агору с портиками, стадион и, ниже на склоне, амфитеатр. Место, где была обнаружена Венера, находится рядом со стадионом. Стадионы обычно находились под покровительством богов Гермеса и Геракла, именно их статуи чаще всего украшали место спортивных состязаний. В первых отчётах о месте находки описана «пещера» или «ниша», «арочная» или «сводчатая». Это квадратная комната шириной 1,40 м, ниже современного уровня земли (от 2,50 до 2,80 м) площадью (1,50 × 0,20 м). Именно в этом ограниченном пространстве были найдены несколько мраморных скульптур и фрагментов, но остаётся неясным, является ли это их древним местонахождением или более поздним захоронением.
Выше, вероятно, находилась небольшая постройка типа экседры. Сегодня от этой экседры ничего не осталось. О её былом существовании можно догадаться по посвятительной надписи на постаменте скульптуры. Вместе с Венерой были обнаружены три колонны, а также фрагменты других статуй, в том числе рука, держащая яблоко, предплечье и нога — по размерам эти фрагменты никак не могут относиться к Венере. Возможно, статуя Венеры попала на стадион Милоса в более поздние, христианские времена, когда античные мраморы пережигали на известь для новых построек.
В начале статую Венеры относили к классическому периоду (510—323 годы до н. э.). Но на постаменте было написано, что статую сделал Александрос, сын Менида, гражданин Антиохии на Меандре: «Андрос, сын Менида, из города Антиохии Меандра сделал» (ανδρος Μηνίδου / [Ἀντ]ιοχεὑς ἀπὸ Μαιάνδρου / ἐποίησεν…). Такая атрибуция, в частности, свидетельствует о значительной роли мастеров Малой Азии в эллинистическом искусстве того времени.
Если судить по надписи с неполной подписью скульптора II в. до н. э., статуя относится к эллинистическому периоду. Впоследствии постамент пропал и до настоящего времени не найден. Авторство также приписывали Праксителю, затем Александру Антиохийскому. Адольф Фуртвенглер предложил датировать Венеру Милосскую второй половиной II в. до н. э. В настоящее время скульптура считается произведением неизвестного автора.

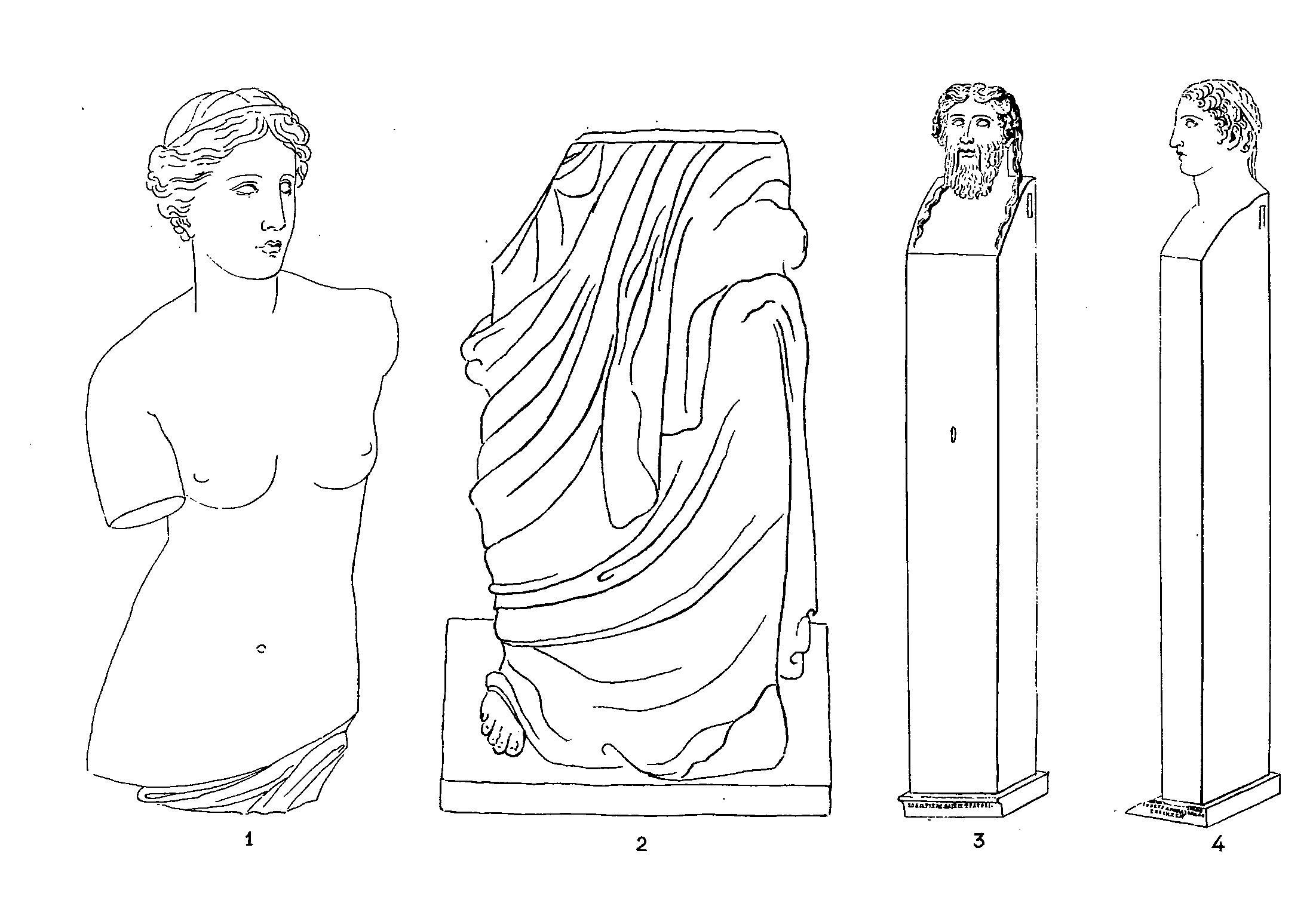
Рисунок О. Вутье с места раскопок. Венера и две гермы с надписями на постаментах. 1820
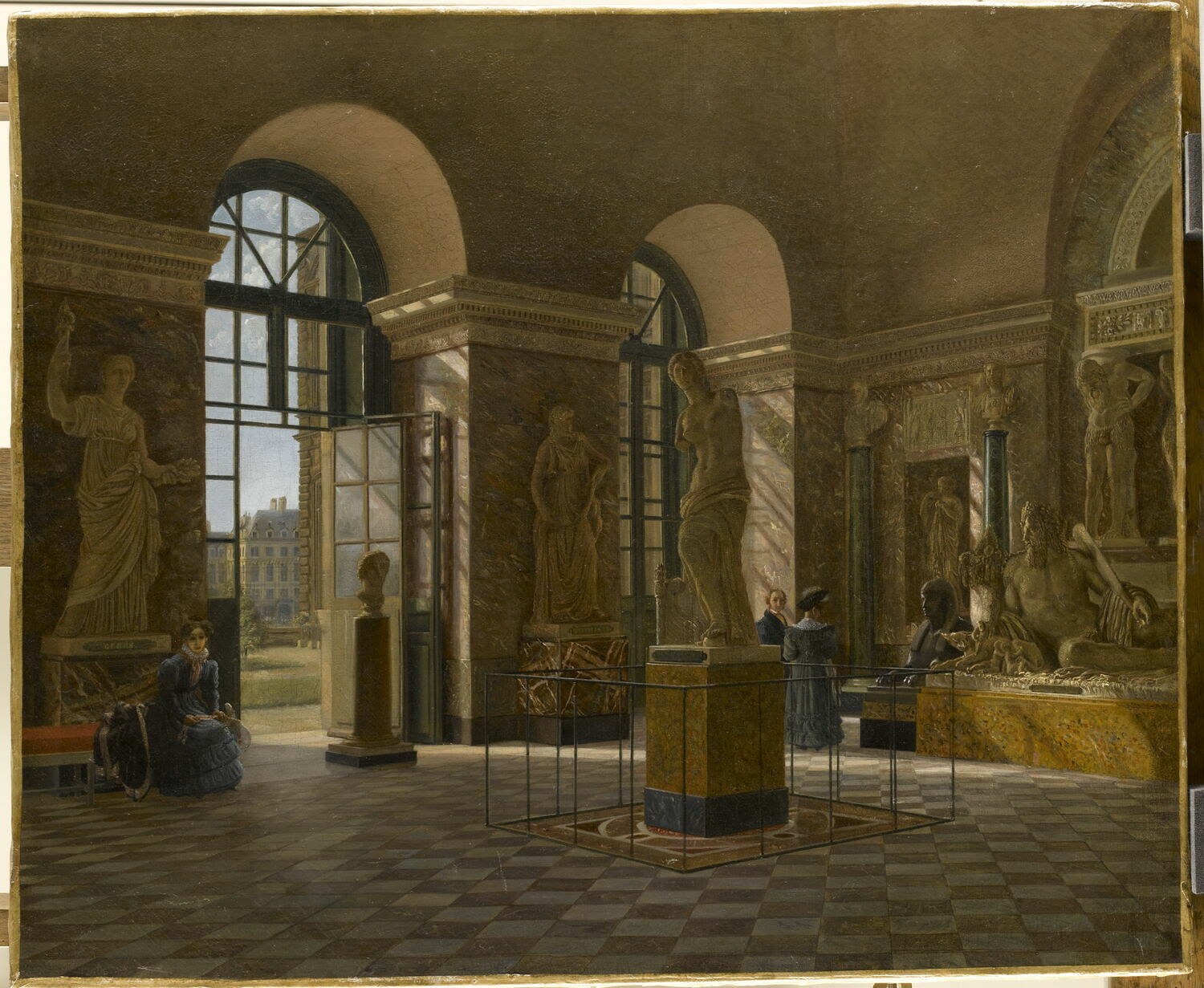
Ж. Валенкур. Вид Зала Тибра со статуей Венеры Милосской (ныне зал Венеры Милосской, № 345). 1830—1840-е гг. Лувр, Париж
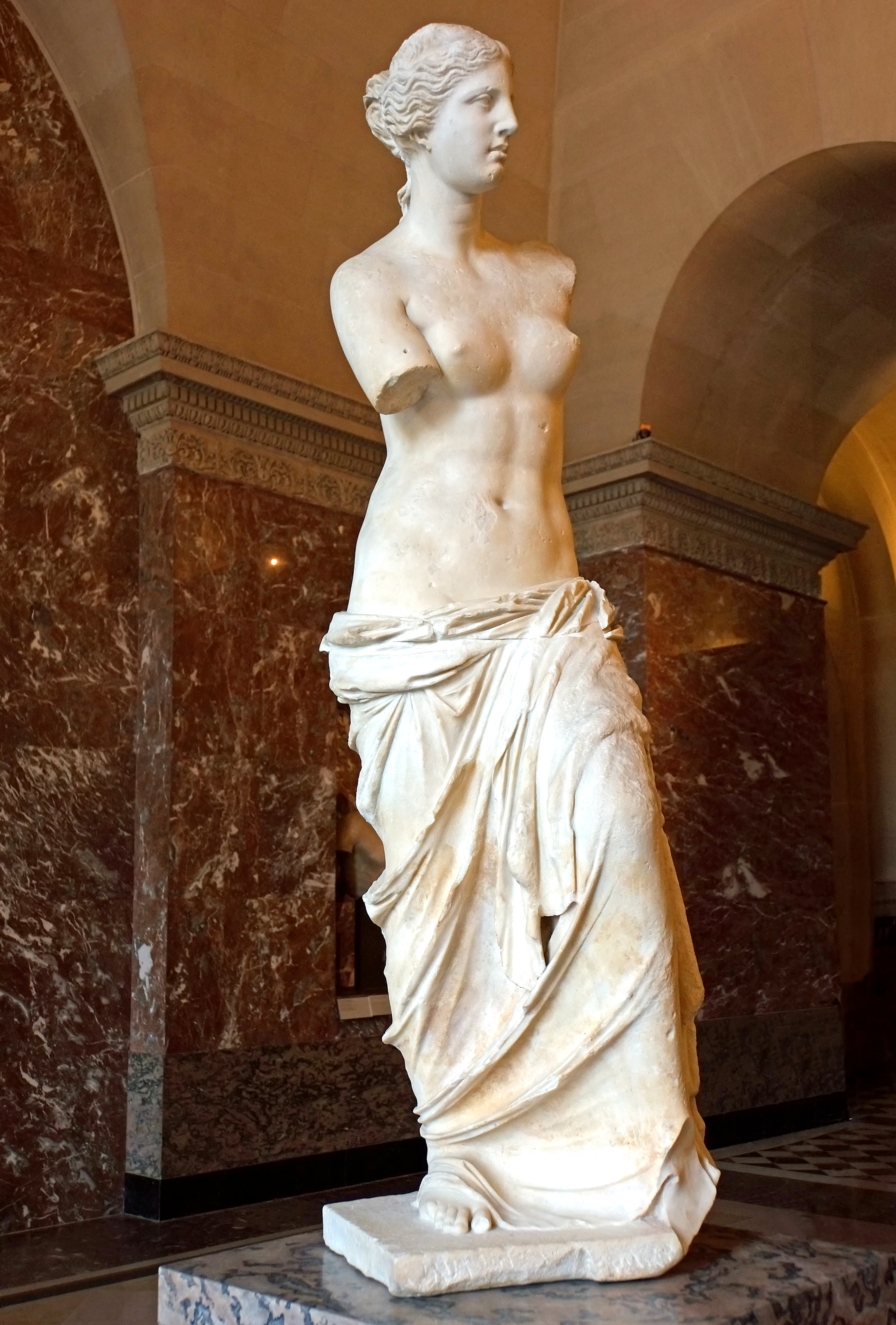
Вид справа в три четверти. Особенно заметны отклонение от уравновешенной постановки фигуры, неудачные пропорции головы, шеи и стопы
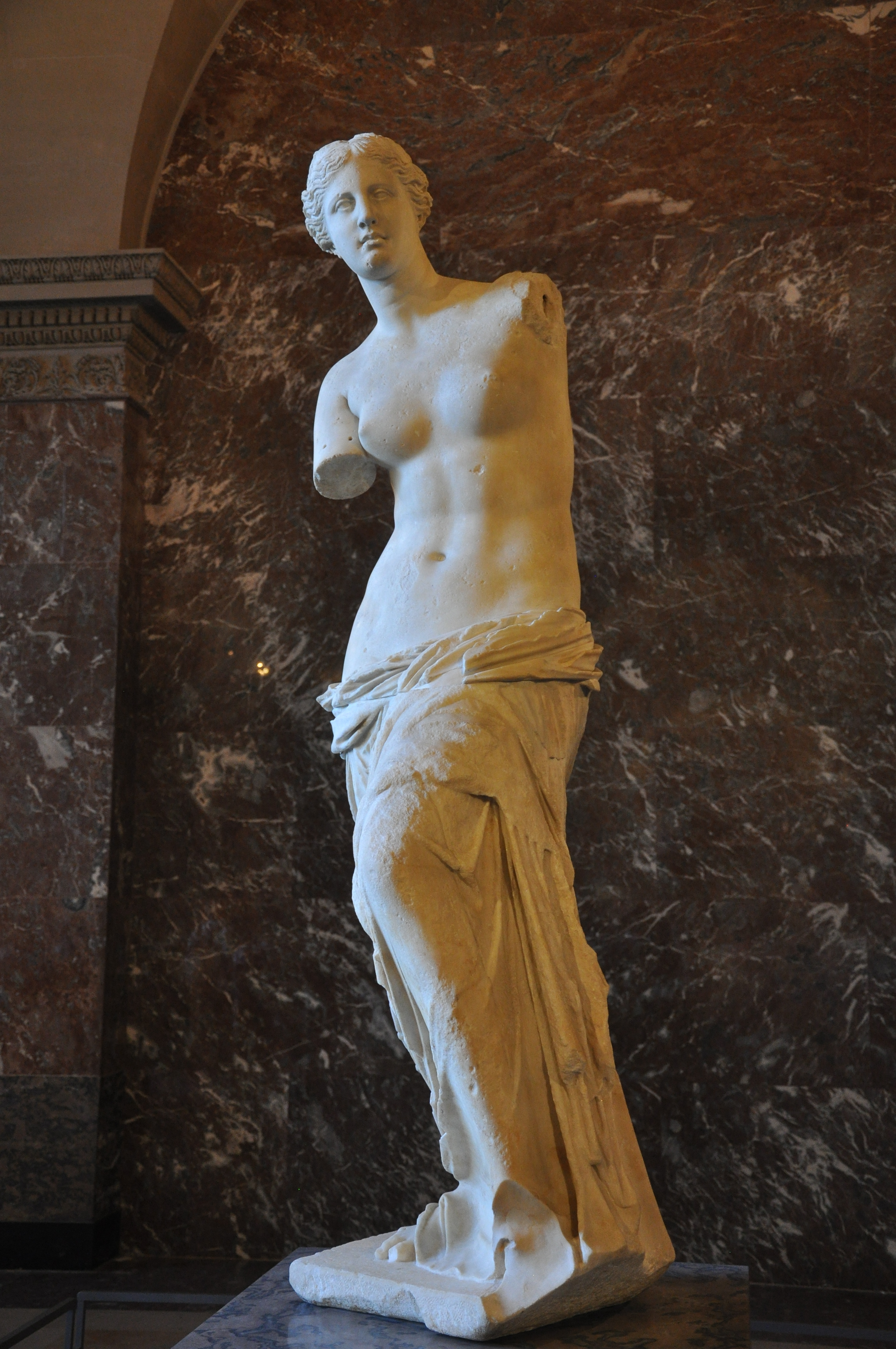
Вид в три четверти слева
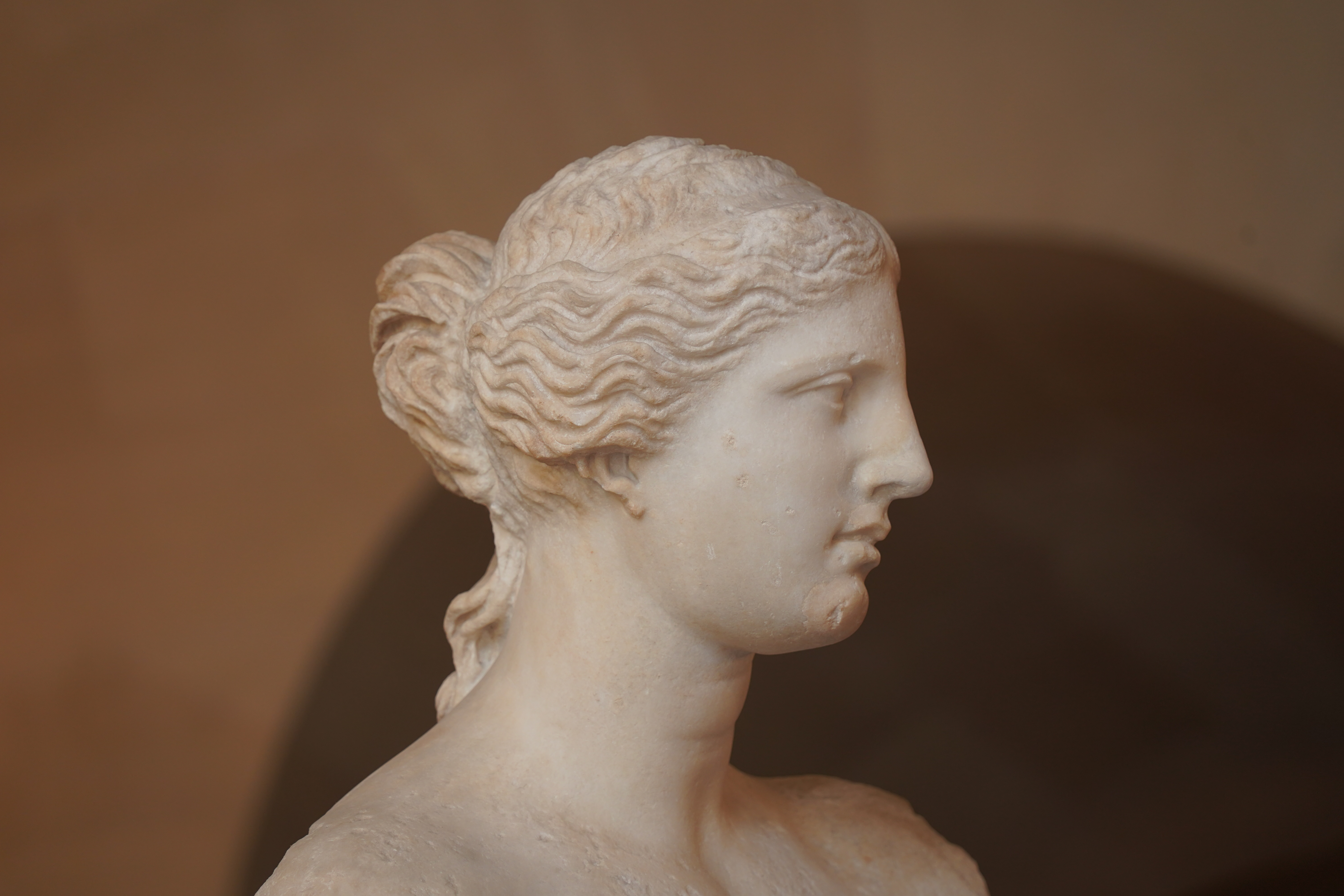
Голова в профиль
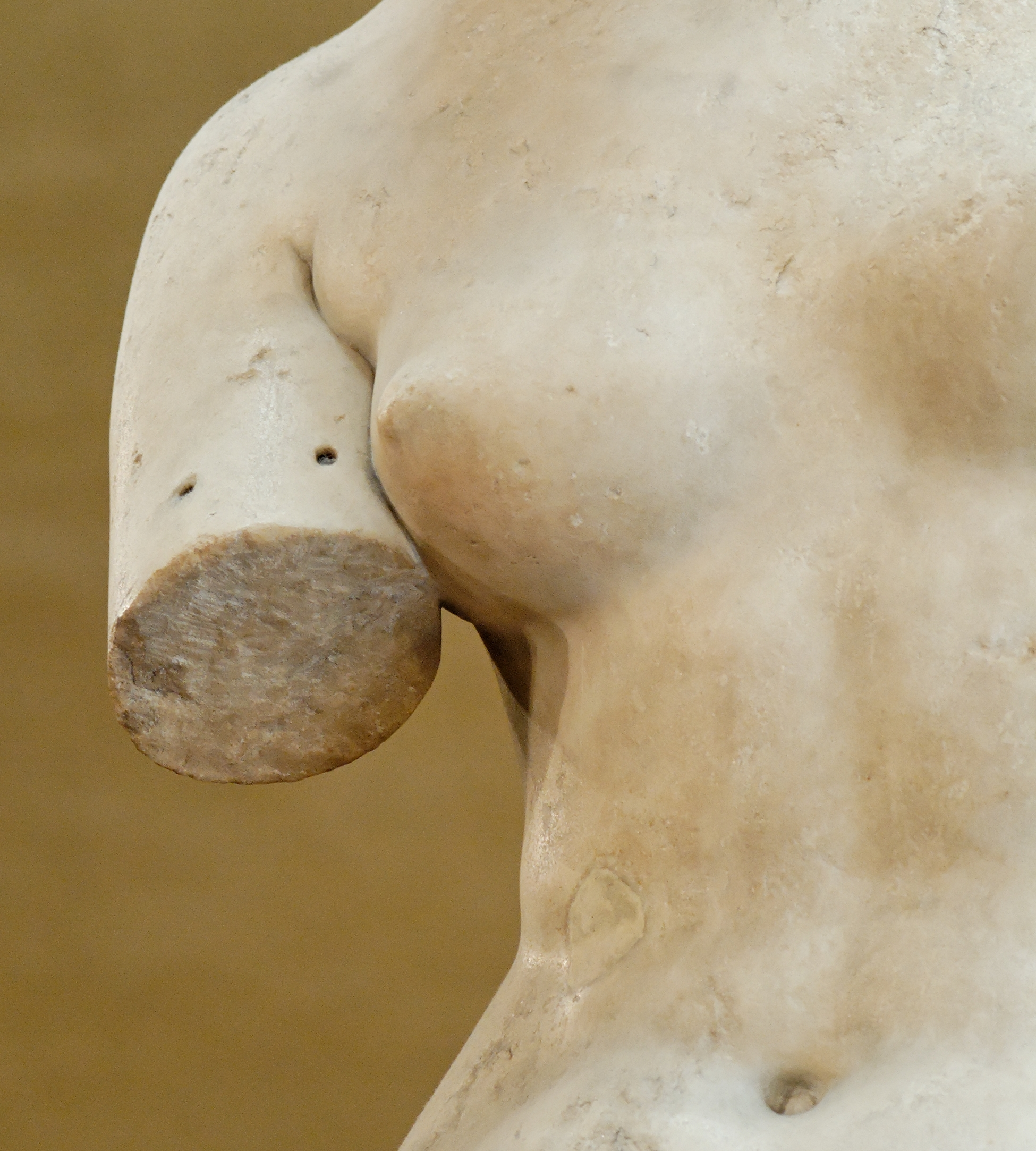
Деталь торса и правое плечо фигуры
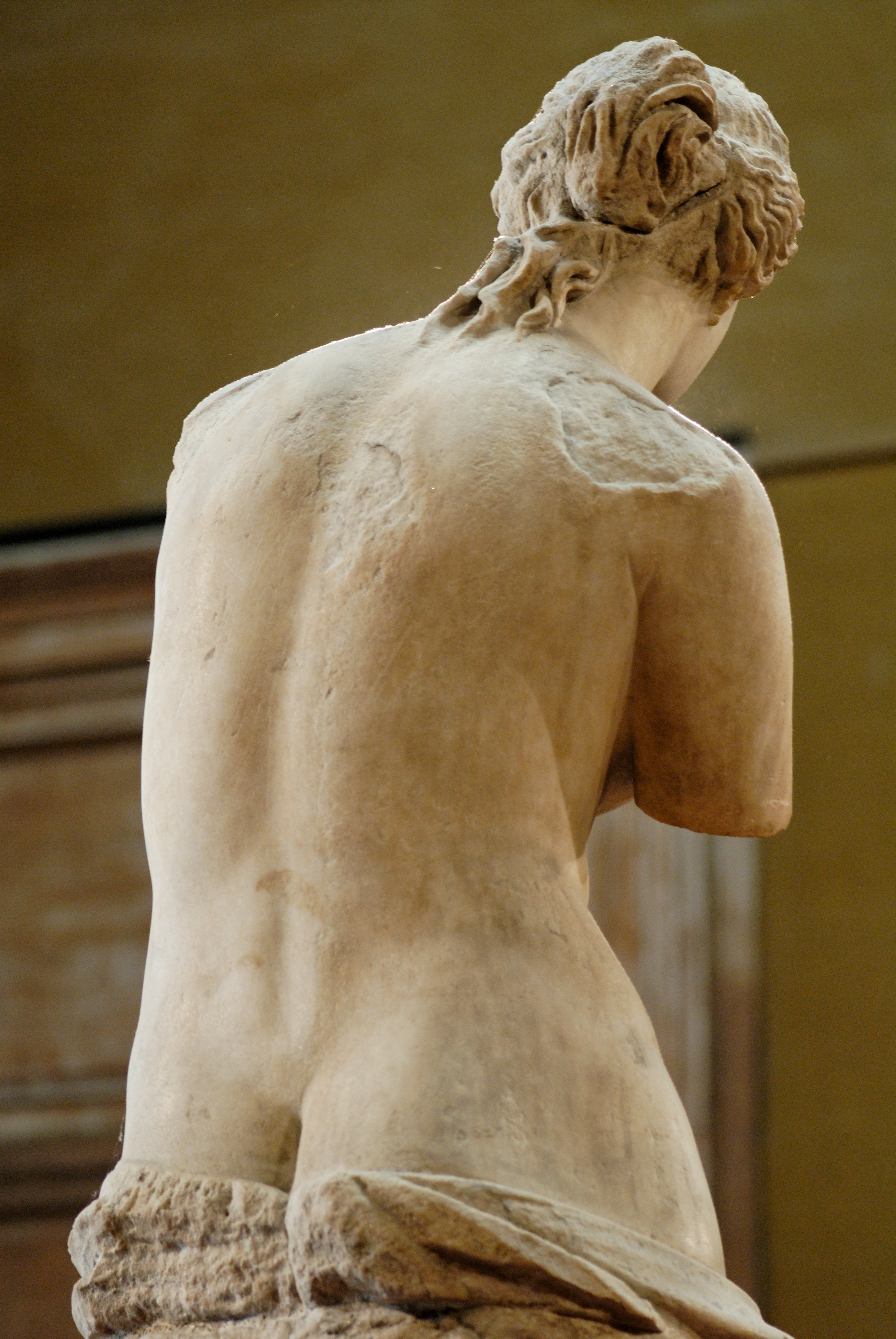
Венера Милосская со спины
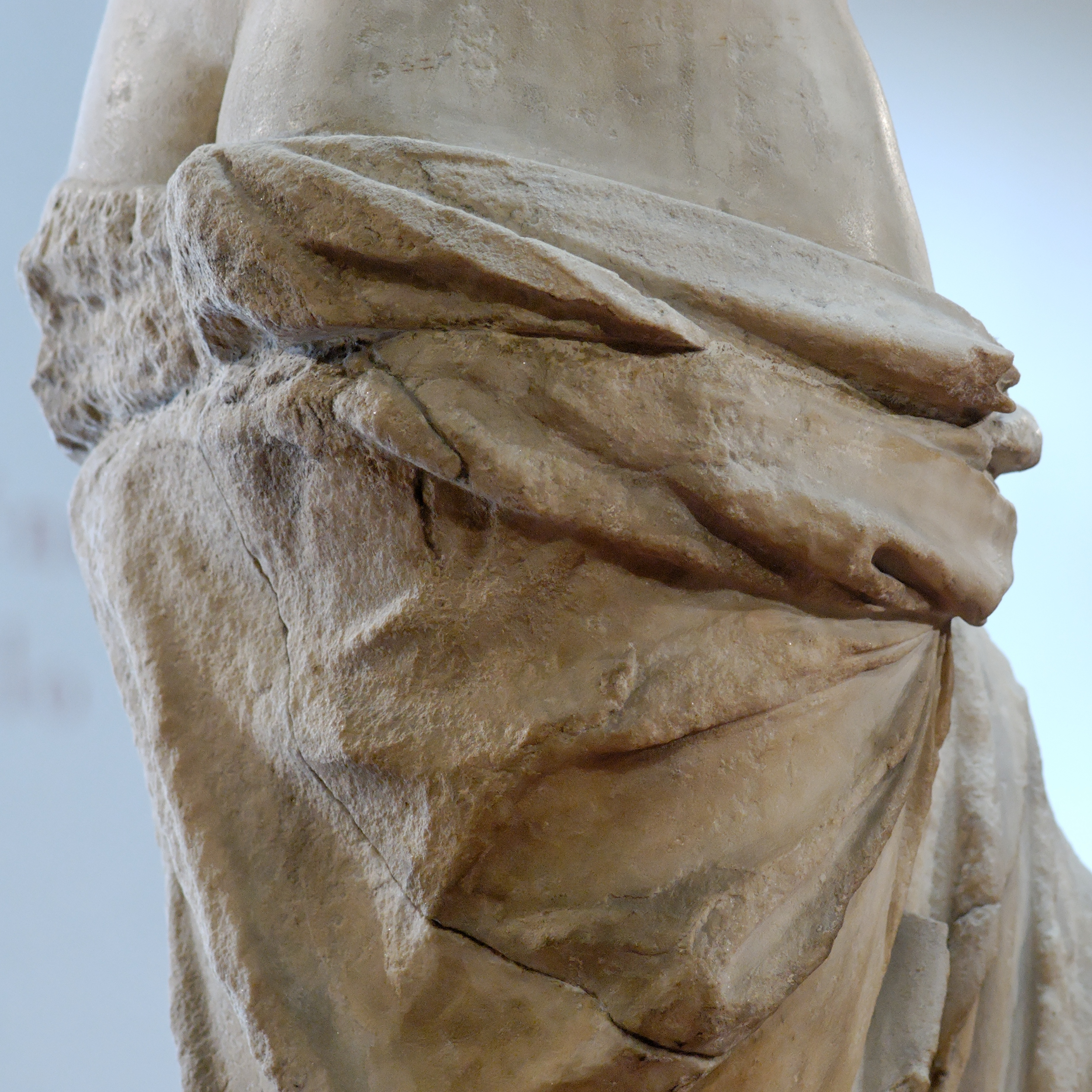
Деталь драпировки

## Иконография, реконструкции и художественные особенности скульптуры
Иконографически статую Венеры Милосской, как и не менее прославленную Афродиту Книдскую, относят к типу «Венеры стыдливой» (лат. Venus pudica). Однако такая атрибуция сомнительна из-за неясности положения утраченных рук скульптуры.
Скульптура составлена из двух кусков мрамора, причём место стыковки выбрано крайне неудачно: шов противоречит пластическому движению фигуры. Кроме того, две части, верхняя и нижняя, значительно различаются трактовкой формы. Нижняя часть, как описывал скульптуру В. М. Полевой, это: «Спутанные, многообразные по ритму, если угодно случайные и хаотические драпировки, тёплые, желтоватые по цвету. Из их складок словно бы вырастает ясно очерченный, мягко изогнутый торс статуи, более холодный по тону… Лицо Афродиты безупречно правильно, бесстрастно и неподвижно. Мрамор здесь чисто белого оттенка. Это олицетворение вечной разумной гармонии, возвышающейся над случайностями и изменчивостями. Такого решения статуи не существовало в эпоху классики».
В эпоху древнегреческой классики действительно трудно было бы представить такое разногласие в двух частях одной скульптуры, там всё было проникнуто единым пластическим движением, в особенности, в складках драпировок, ясно откликающихся на каждое движение тела, как, например, в рельефах и скульптурах Парфенона. Тем не менее, очевидно, что статуя своей отвлечённой идеализацией принадлежит так называемому классицизирующему течению в искусстве эллинизма, частично возвращавшего эстетику «эпохи Перикла». Возможно, что именно это обстоятельство ввело в заблуждение С. Рейнаха, опытного историка искусства, который безоговорочно отнёс произведение к классике века Перикла (середина V в. до н. э.). На попытки датировать статую более поздним временем он отвечал: «Я лично убеждён, что она по меньшей мере тремя веками древнее». Французский учёный считал статую изображением богини морей Амфитриты с утраченным позднее трезубцем в вытянутой левой руке, статуей школы Фидия, времени строительства Парфенона афинского акрополя. Доказательство следующее: «Она сильна и спокойна. Её красота состоит в благородной простоте».
Статуя сохранила значительные повреждения поверхности мрамора и утраты деталей. Голову Венеры украшала металлическая диадема, закреплённая на гладкой ленте, прикреплённой к мрамору штифтами (видны крепёжные отверстия), уши были украшены металлическими серьгами. Причёска сохранила следы раскраски. Над изломом правой руки имеются два отверстия, вероятно, они использовались для крепления металлического браслета. Нижняя часть скульптуры покрыта драпировкой, но это не гиматий, накидка, которую не надевали на голое тело, а большой кусок ткани, который, к примеру, можно было использовать как полотенце после купания. Две части мрамора крепились друг к другу двумя железными дюбелями, вживлёнными внутрь бёдер фигуры. Утраченная полностью левая рука крепилась к плечу прямоугольным штифтом, от которого осталось отверстие. Отдельно выполненные и прикреплённые на штифтах руки, безусловно, послужили главной причиной их утраты.
Сознательно допущенные и даже подчёркнутые цветом мрамора различия в моделировке формы: чувственная лепка тела верхней части фигуры, «холодная», безучастная голова, и драпировки нижней части, характер которых не соответствует пластике верхней части, характерны для кризисного этапа развития античной скульптуры. Бросается в глаза неустойчивая поза фигуры (с некоторых точек она кажется падающей, особенно в профиль справа), необработанность спины (впрочем, эти особенности могли быть усилены последующими искажениями и неумелыми реставрациями), странности пропорций (слишком большая стопа и маленькая голова), всё это нарушает целостность скульптуры.
По сохранившимся частям статуи Венеры Милосской невозможно с уверенностью сказать, в каком положении были руки, тем более, было ли что-либо в руках богини. Ещё в 1821 году Антуан Катрмер-де-Кенси, «интендант искусств и гражданских памятников» и профессор археологии кабинета древностей парижской Национальной библиотеки, сравнил Венеру Милосскую с несколькими древнеримскими изображениями богини с похожими драпировками, обнимающими бога войны Марса, и с римской монетой, представляющей группу из двух фигур, Венеры и Марса, относящихся к типу «Vénus Victrix» (Венеры-победоносной). Обнаружение в 1826 году бронзовой статуи Ники (Победы) в Брешии косвенно подкрепляло гипотезу о том, что Венера Милосская на самом деле была «Победой», писавшей на щите Марса. Однако богиню Нику всегда изображали с крыльями.
Иная гипсовая реконструкция группы была предложена в 1892 году Феликсом Равессоном. Он попытался представить Венеру частью скульптурной группы «Венера и Марс», используя для этого скульптуру «Арес Боргезе». Венера поворачивается в профиль к Марсу, правая рука согнута, левая рука с яблоком лежит на правом плече бога войны.
А. Фуртвенглер в 1893 году также предположил, что в левой руке Венера (Афродита) держала яблоко Париса и соотнёс, таким образом, статую с темой «Суд Париса».
Джеймс Миллинген, археолог и нумизмат, в 1826 году сравнил статую с типом Венеры Капуанской, которая, предположительно, держала перед собой щит Ареса и смотрелась в него как в зеркало (по иной версии писала на щите подобно Нике из Брешии). Впоследствии Фуртвенглер упоминал, что такой тип культовой статуи был создан в IV в. до н. э. для храма Афродиты на акрополе Коринфа. Он атрибутировал её благодаря греческой поэме, описывающей Афродиту, которая использует полированный щит Ареса, чтобы посмотреть на себя: «… затем была представлена китерейская богиня [Афродита] с густыми косами, держащая щит… Арес пред нею явил точный образ её в медном щите». Краткое упоминание о «Вооружённой Афродите» в храме на Коринфском акрополе имеется у Павсания.
Находки XX века подкрепляли эту гипотезу: в самом Коринфе была найдена фреска, изображающая богиню рядом с колонной, несущую щит и статуэтку. В Перге (Турция) обнаружили статую Венеры схожего типа, пишущей на щите. В 2017 году Марианна Амио предложила реконструкцию Венеры Милосской, повёрнутой на три четверти вправо, держащей обеими руками щит, помещённый на столб. Богиня, вышедшая из воды, любуется своим отражением в щите воина.

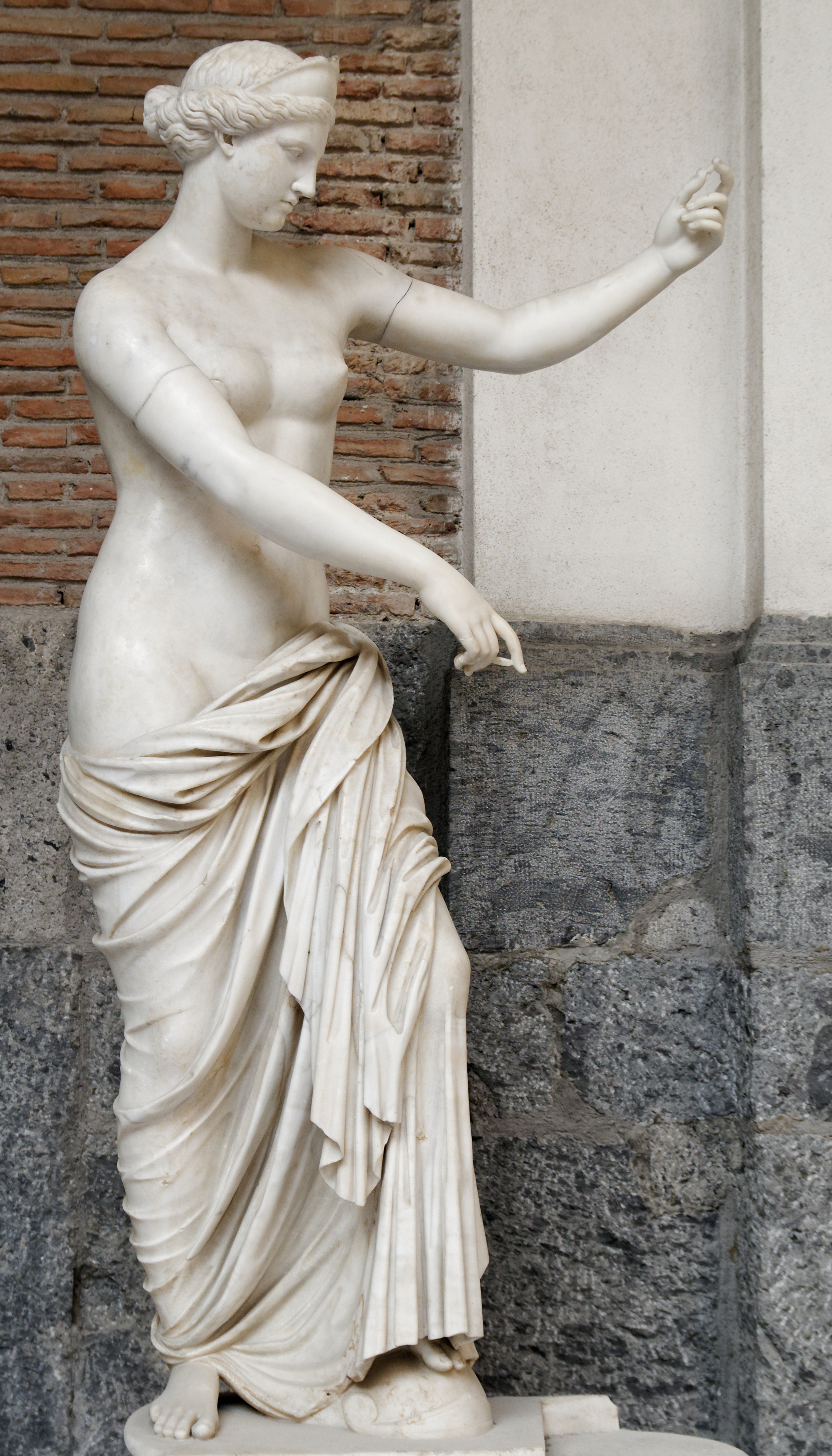
Венера Капуанская со щитом Ареса (утрачен), в который она смотрелась как в зеркало. II в. до н. э. Неаполь, Национальный археологический музей
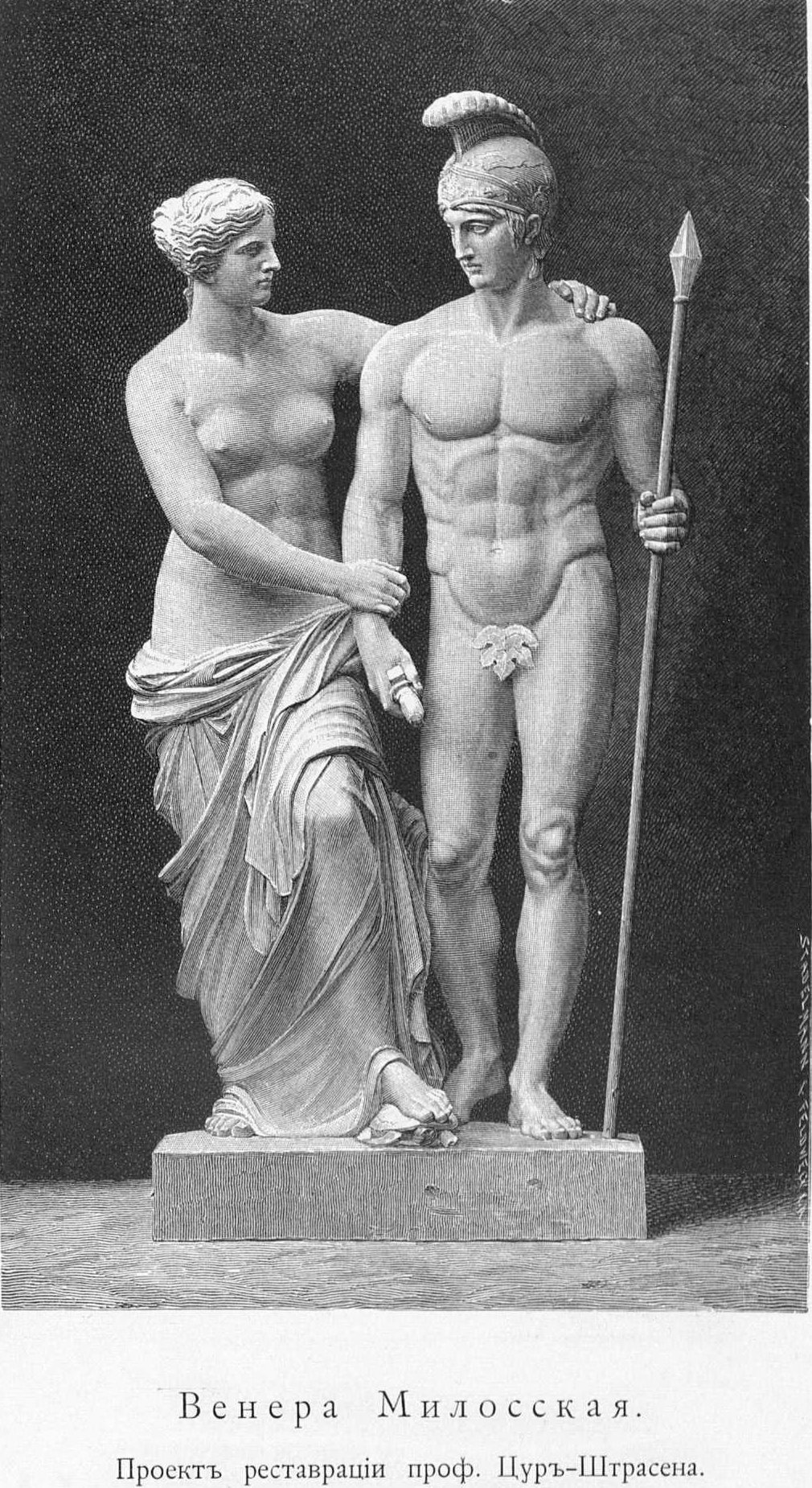
Венера Милосская. Проект реставрации профессора Цур-Штрасена (с Марсом). 1887
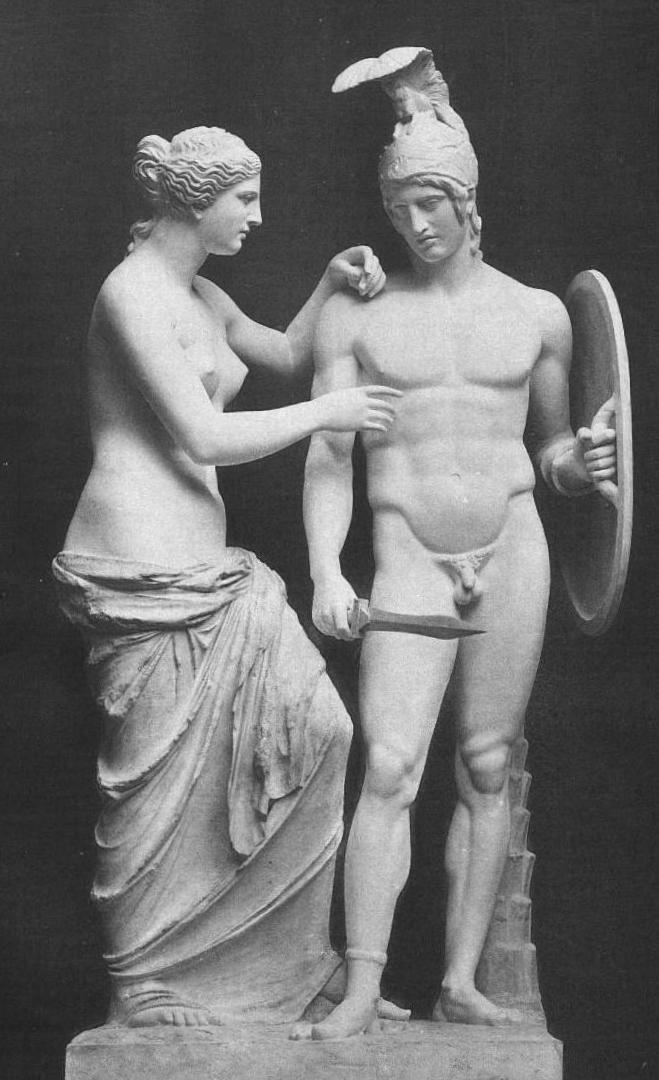
Реконструкция Ф. Равессона как группы «Венеры и Марса» (Ареса Боргезе). 1892
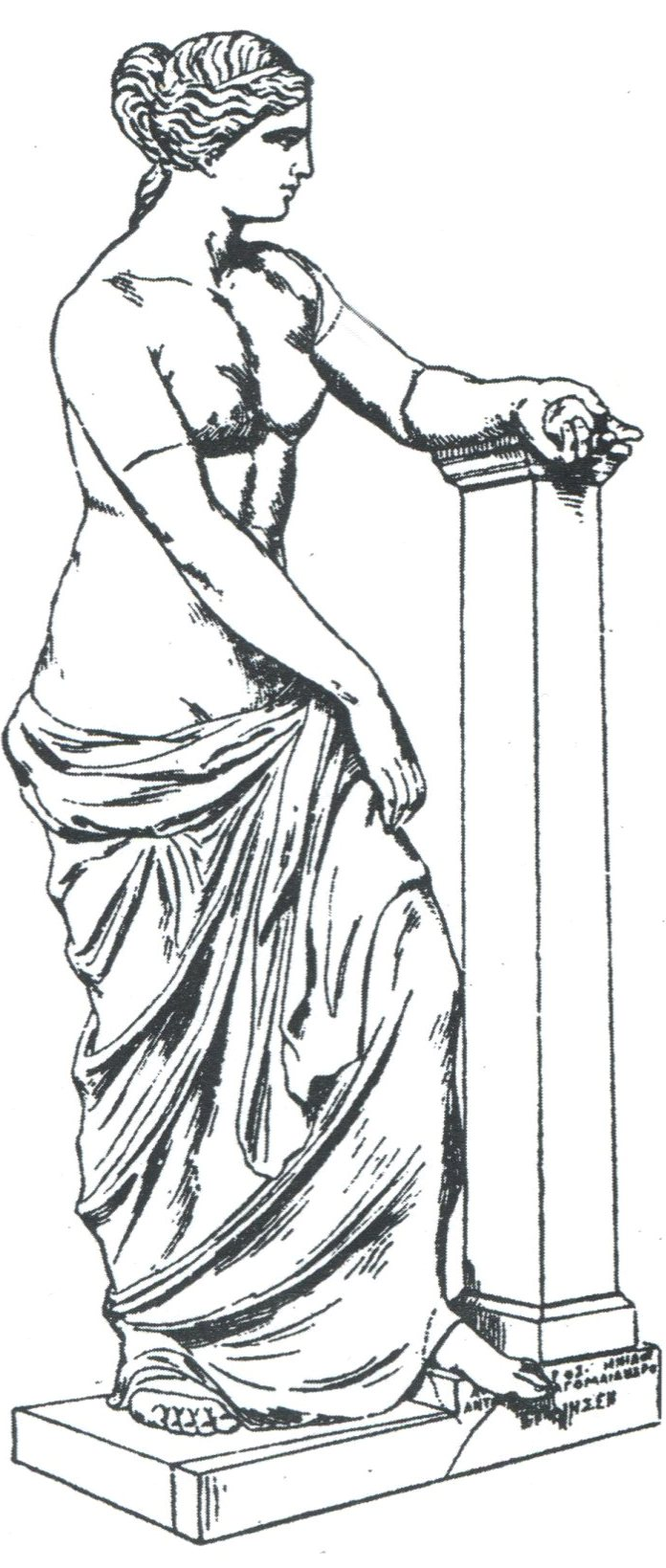
Реконструкция А. Фуртвенглера. В левой руке Венера (Афродита) держит яблоко Париса. 1893

## Реставрации скульптуры
Когда в 1821 году Венера Милосская прибыла в Лувр, глава департамента скульптур музея Ланж предложил провести реставрацию-восстановление, то есть попытаться воссоздать утерянные части статуи. Начиная с XVII века этот вид «реставрации» с восстановлением и дополнением утраченных частей использовался повсеместно. Одним из немногих исключений стал Бельведерский торс — по легенде папа Юлий II приказал Микеланджело завершить это произведение, добавив голову, руки и ноги. Выдающийся художник, восхищаясь античным шедевром, отклонил такое предложение, посчитав торс художественно завершённым и столь совершенным, чтобы его можно было как-то дополнить или изменить.
В середине марта 1821 года статуя поступила в скульптурно-реставрационную мастерскую Лувра для передачи скульптору-реставратору Бернару Ланге. В отсутствие единого мнения об общем отношении к статуе Антуан Катрмер-де-Кенси рекомендовал выставлять статую «в том состоянии изувечения, в котором она находит себя».
В конечном итоге было принято решение не восстанавливать руки. К Венере Милосской, тем не менее, добавили гипсовые левую ногу, большой палец правой ноги, а также сделали новый прямоугольный постамент. Вставили новые штифты для соединения двух блоков мрамора (шов заполнили гипсом). Поверхность статуи почистили, поверхностные повреждения заполнили гипсом. В процессе реставрации были обнаружены следы поновлений, сделанных ещё в античное время.
Восстановленная таким образом статуя была выставлена в конце мая 1821 года, а через год нашла своё место в центре «Зала Тибра» в окружении древнеримских скульптур. В 1853 году скульптуру переместили в «Коридор де Пан».
Впоследствии статуя не подвергалась другим реставрациям, кроме чисток, необходимых с течением времени. Во время ремонта залов Лувра после Второй мировой войны был укреплён постамент. В 2010 году скульптура покинула «Коридор де Пан» и вернулась в комнату, которую занимала в 1822 году, названной с того времени «Залом Венеры Милосской» (№ 345) в крыле «Денон».
Перед перемещением кураторы Лувра, при поддержке Комиссариата по атомной энергии исследовали статую методами гаммаграфии. Скульптура была окружена свинцовыми плитами. Гаммаграфия позволила уточнить расположение и сохранность скрепляющих статую свинцовых стержней. А также прийти к выводу об относительной безопасности перевозки статуи целиком — попытка распилить стержни могла принести непоправимые разрушения. Одновременно заменили все гипсовые заплатки. Во время реставрации заплатки под правой грудью Венеры реставраторы обнаружили бумажную записку с текстом «Restaurée le 5 avril 1936 par Libeau / Marbier — Louvre» («Реставрирована 5 апреля 1936 года мраморщиком Либо, Лувр»), свидетельствующую о реставрации 1936 года, о которой ранее не было известно. После снятия гипса на спине статуи обнаружили два отверстия для заливания расплавленного свинца. По-видимому, античные мастера попытались таким образом покрыть свинцом крепящие статую железные прутья, чтобы предотвратить их окисление. Но свинец остыл слишком быстро, не покрыв всю поверхность прутьев, они проржавели.
В ходе последней реставрации было принято решение вернуться к состоянию статуи после её реставрации 1870 года, то есть с восстановленным носом, но без восстановленной ноги. Все новые гипсовые заплатки были тонированы с учётом цвета постаревшего мрамора.